# Marco Valerio Publícola
Marco Valerio Publícola  fue magister equitum del dictador Cayo Sulpicio Pético en el año 358 a. C. y dos veces cónsul: en el año 355 a. C., con Cayo Sulpicio Pético, y en el año 353 a. C., con el mismo colega.